# 사가미코정
사가미코정(일본어: 相模湖町)은 일본 가나가와현 쓰쿠이군의 북서쪽에 위치했던 정이다. 
2006년 3월 20일에 사가미하라 시에 편입되었다. 2010년 4월부터는 사가미하라시 미도리구의 일부이다.

## 역사
이전에는 코슈 가도의 역참 마을(코하라주쿠, 요세주쿠)로서 번창하였다.
- 1913년 4월 1일 요세 역이 요세정으로로 개칭하였고, 후에 우치고촌도 추가하여 요세정 밖 2개 정촌 조합을 결성하였다.
- 1947년 사가미 강을 막은 인조호가 완공되면서 사가미 호라는 이름이 붙었다.
- 1955년 1월 1일 요세마치 밖 2개 정촌 조합이 정촌 합병, 쓰쿠이군 사가미코정이 성립하였다.
- 2006년 3월 20일 하치오지시로의 합병구상을 다시 볼 수 있었으나, 앞서 기술한 이유로 인해 어렵기 때문에 쓰쿠이군 쓰쿠이정과 함께 사가미하라시에 편입되어 사가미하라시 사가미코초(사가미코초)가 되어 지역자치구가 2011년 3월 31일까지 설치되어 있다. 자세한 것은 사가미하라시를 참조할 것.
- 2010년 4월 1일 - 사가미하라시가 정령 지정 도시로 이행해, 사가미호 지역의 행정구는 미도리구가 되고, 주소에서 「사가미호초」의 표기가 빠졌다.(사가미하라시 사가미호초○○→사가미하라시 미도리구○○)

## 교통

### 철도
- 동일본 여객철도 주오 본선

### 도로
고속도로
- 주오 자동차도 (사가미호 동쪽 출구, 주:사가미호 IC는 사가미하라시 후지노초이다)

일반도로
- 국도 제20호선
- 국도 제412호선

도도부현도
- 일반도로
  - 가나가와 현도 515호 미쓰이 사가미코 선
  - 가나가와 현도 516호 아사카와사가미코 선
  - 가나가와 현도 517호 오쿠마키노사가미코 선
  - 가나가와 현도 518호 후지노쓰쿠이 선
  - 가나가와 현도 519호 사가미 호 정거장 선

## 참고 문헌
- 角川日本地名大辞典編纂委員会,『角川日本地名大辞典 神奈川県』1984, 角川書店